# The Base
The Base   är en accelerationistisk, nynazistisk, vit makt-orienterad, paramilitär hatgrupp, bildad 2018 i USA.
Gruppen är terrorklassad av bland andra EU. Den styrs från Ryssland och beskrivs ha kopplingar till ryska staten.

## Ledning
The Base bildades 2018 och leds av Rinaldo Nazzaro, som också är känd under pseudonymerna Norman Spear och Roman Wolf. Den har numera sin bas i Sankt Petersburg i Ryssland, där Nazzaro är bosatt.
I januari 2021 hamnade Nazzaro på 16:e plats när den oberoende tankesmedjan Counter Extremism Project (CEP) sammanställde en lista över världens tjugo farligaste extremister.

## Aktiviteter
The Base är aktiv åtminstone i USA, Kanada, Australien, Sydafrika, och Ryssland och förespråkar upprättandet av monoetniska, vita stater; ett mål tänkt att uppnås genom terrorism och att våldsamt störta sittande regeringar. Gruppen organiserar så kallade ras-krig survivalism och hate camps.
FBI har beskrivit gruppen som en rasistisk extremistgrupp som ”strävar efter att påskynda USA:s regerings fall, provocera fram ett raskrig och etablera en vit etnostat”.
Våren 2025 tog gruppen på sig mordet på den ukrainska spionchefen Ivan Voronytj. Det är en av flera attacker som gruppen utfört i Ukraina, i syfte att ”upprätta en vit, etnisk stat i Zakarpatskaregionen i västra Ukraina”.
Under 2025 åtalades en svensk man med kopplingar till the Base för att ha förberett ett terrordåd på uppdrag av Nazzaro.